# L’Île-Rousse
L’Île-Rousse (kors. Lìsula) – miejscowość i gmina we Francji, na Korsyce, w departamencie Górna Korsyka na północnym wybrzeżu wyspy. Obok leżącego w pobliżu Saint-Florent jest jedyną miejscowością na Korsyce z nazewnicznymi korzeniami francuskimi. Przebiega tędy północno-zachodnia odnoga wąskotorowej kolei korsykańskiej do pobliskiego Calvi. L’Île-Rousse podobnie jak sąsiednie miejscowości północnego wybrzeża Korsyki, jest siedliskiem francuskich wodniaków.
Według danych na rok 1999 gminę zamieszkiwało 2774 osób, a gęstość zaludnienia wynosiła 915 osób/km².

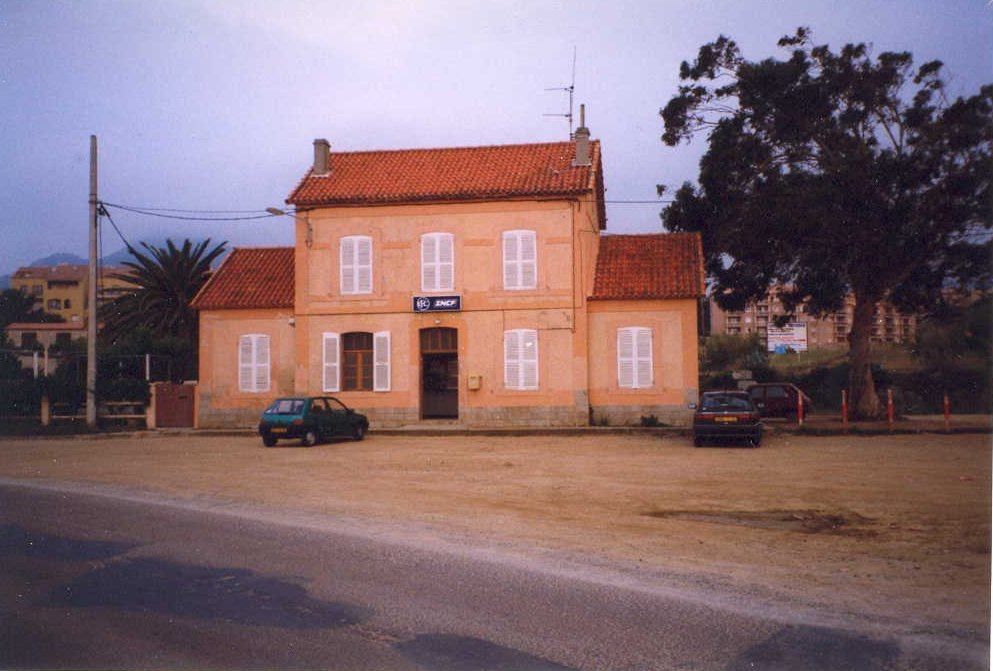
Stacja kolei korsykańskiej w L’Île-Rousse